# Гаркуша Віталій Степанович
Віталій Степанович Гаркуша (18 червня 1940, місто Мелітополь, тепер Запорізької області) — радянський діяч, 1-й секретар Карагандинського обласного комітету КП Казахстану. Член ЦК КПРС у 1990—1991 роках.

## Життєпис
У 1957—1959 роках — слюсар Мелітопольського агрегатного заводу Запорізької області. З 1959 року — слюсар Ждановського заводу важкого машинобудування Донецької області.
У 1965 році закінчив Дніпропетровський хіміко-технологічний інститут за спеціальністю «інженер-технолог».
У 1965—1969 роках — заступник начальника, начальник цеху Свердловського заводу гумових технічних виробів РРФСР.
Член КПРС з 1969 року.
У 1969—1970 роках — головний інженер Карагандинського заводу гумових технічних виробів Казахської РСР.
У 1970—1971 роках — начальник технічного відділу Свердловського заводу гумових технічних виробів РРФСР.
У 1971—1985 роках — директор Карагандинського заводу гумових технічних виробів Казахської РСР.
У 1985—1986 роках — завідувач відділу Карагандинського обласного комітету КП Казахстану.
У 1986—1987 роках — голова Карагандинської обласної ради професійних спілок.
У 1987—1990 роках — 1-й секретар Карагандинського міського комітету КП Казахстану.
У 1988 році закінчив Алма-Атинську вищу партійну школу.
З лютого по травень 1990 року — 1-й заступник генерального директора Карагандинського виробничого об'єднання «Казбудполімер».
19 травня 1990 — 7 вересня 1991 року — 1-й секретар Карагандинського обласного комітету КП Казахстану.
У 1991—1996 роках — 1-й заступник генерального директора Карагандинського виробничого об'єднання «Казбудполімер».
З 1996 року — віцепрезидент холдингової компанії «ЕЛВО» міста Великі Луки Псковської області Російської Федерації.
Подальша доля невідома.

## Нагороди і звання
- орден Трудового Червоного Прапора
- орден «Знак Пошани»
- медалі